# Resolutie 947 Veiligheidsraad Verenigde Naties
Resolutie 947 van de Veiligheidsraad van de Verenigde Naties werd unaniem aangenomen op 30 september 1994. De resolutie verlengde de vredesmacht voormalig Joegoslavië.

## Achtergrond
In 1980 overleed de Joegoslavische leider Tito, die decennialang de bindende kracht was geweest tussen de zes deelstaten van het land. Na zijn dood kende het nationalisme een sterke opmars, en in 1991 verklaarden verschillende deelstaten zich onafhankelijk. Hierdoor ontstond een burgeroorlog met minderheden die tegen onafhankelijkheid waren in de deelstaten, en met het Volksleger.

## Inhoud

### Waarnemingen
De Veiligheidsraad wilde een onderhandelde oplossing voor het conflict in ex-Joegoslavië. Daarbij moesten de grenzen van de landen in dat gebied erkend en gerespecteerd worden. Belangrijke voorwaarden van het VN-vredesplan en onder meer resolutie 871 moesten nog vervuld worden. Intussen speelde UNPROFOR een belangrijke rol door vijandelijkheden te voorkomen of in de kiem te smoren zodat de omstandigheden juist waren voor een oplossing.

### Handelingen
De Veiligheidsraad verlengde het mandaat van UNPROFOR tot 31 maart 1995. Alle partijen moesten hieraan meewerken en instaan voor de veiligheid en bewegingsvrijheid van de macht.
Secretaris-generaal Boutros Boutros-Ghali moest tegen 20 januari 1995 rapporteren over de stand van zaken met het VN-vredesplan voor Kroatië. Op basis daarvan zou het mandaat van UNPROFOR herzien worden. Daarbij moest hij ook rapporteren over de stand van zaken bij het openen van wegen en spoorwegen naar de VN-Beschermde Gebieden en de rest van Kroatië, de water- en stroomtoevoer en de opening van de
Adriatische (olie)pijpleiding.
De Veiligheidsraad bevestigde dat alle ontheemden veilig en met internationale bijstand naar hun huizen moesten kunnen terugkeren. Alle verklaringen en toezeggingen onder dwang, vooral in verband met grondgebied, waren nietig.
Noodzakelijke regelingen, waaronder status of forces-akkoorden, werden nog niet getroffen door Kroatië, Macedonië en Servië en Montenegro. Zij werden opgeroepen dat onverwijld te doen.
De Bosnische Serven moesten de territoriale integriteit van Kroatië respecteren. Onder toezicht van UNPROFOR moest het Kroatische gezag over de roze zones hersteld worden, in overeenstemming met het akkoord over het staakt-het-vuren.

## Verwante resoluties
- Resolutie 942 Veiligheidsraad Verenigde Naties
- Resolutie 943 Veiligheidsraad Verenigde Naties
- Resolutie 958 Veiligheidsraad Verenigde Naties
- Resolutie 959 Veiligheidsraad Verenigde Naties

Lijst ·  893 ·  894 ·  895 ·  896 ·  897 ·  898 ·  899 ·  900 ·  901 ·  902 ·  903 ·  904 ·  905 ·  906 ·  907 ·  908 ·  909 ·  910 ·  911 ·  912 ·  913 ·  914 ·  915 ·  916 ·  917 ·  918 ·  919 ·  920 ·  921 ·  922 ·  923 ·  924 ·  925 ·  926 ·  927 ·  928 ·  929 ·  930 ·  931 ·  932 ·  933 ·  934 ·  935 ·  936 ·  937 ·  938 ·  939 ·  940 ·  941 ·  942 ·  943 ·  944 ·  945 ·  946 ·  947 ·  948 ·  949 ·  950 ·  951 ·  952 ·  953 ·  954 ·  955 ·  956 ·  957 ·  958 ·  959 ·  960 ·  961 ·  962 ·  963 ·  964 ·  965 ·  966 ·  967 ·  968 ·  969